# Anthony Elanga
Anthony David Junior Elanga, född 27 april 2002 i Hyllie, Malmö, är en svensk fotbollsspelare som spelar för Newcastle United i Premier League. Han representerar även det svenska landslaget. Han startade sin karriär i Limmareds IF.
Elanga är son till den förre MFF-spelaren Joseph Elanga.

## Klubbkarriär
Elanga föddes i Malmö, men flyttade när han var fem år gammal och är uppvuxen i Borås med IF Elfsborg som moderklubb. Elanga var även en sommar i Malmö FFs akademi.  Elanga flyttade sedan till England med sin mamma. På 14 matcher i den lokala Manchester-klubben Hattersley Uniteds 13-åringslag gjorde en 11-årig Elanga 17 mål och 21 assist, scoutades och gick senare samma år till Manchester United. Väl i Manchester United fick Elanga flera utmärkelser i ungdomsleden som t.ex. Jimmy Murphy Young Player of the Year award som bland annat Ryan Giggs, Paul Scholes, Bojan Djordjic och Marcus Rashford också har mottagit.

### Debut i Manchester Uniteds A-lag
Under Ole Gunnar Solskjær fick Elanga chansen i Manchester Uniteds A-lag och debuterade I Premier League den 11 maj 2021 mot Leicester City då han startade matchen och blev utbytt i 65:e minuten. I sin andra match mot Wolverhampton Wanderers gjorde han sitt första mål genom en nick. Elanga fick ännu mer speltid under tränaren Ralf Rangnick och spelade över 50 matcher för Manchester United. Elanga gjorde mål mot Atlético Madrid i Uefa Champions League den 23 februari 2022. Med målet blev Anthony Elanga med sina 19 år och 302 dagar Manchester Uniteds yngste målgörare hittills i slutspelsdelen av Champions League.

### Nottingham Forest
Den 25 juli 2023 värvades Elanga av Nottingham Forest, där han skrev på ett femårskontrakt. Elanga blev matchhjälte när han gjorde sitt första mål för klubben, den 2 september 2023 när  Nottingham Forest besegrade Chelsea i Premier League med 1-0. Elanga gjorde totalt 5 mål och 9 assist i Premier League, den första säsongen i Nottingham Forest.
Elangas andra säsong i Nottingham Forest gjorde han 6 mål och 11 assist i Premier League, och den 11 juli 2025 blev det officiellt att Elanga skrivit på ett långtidskontrakt för Newcastle United.  

### Newcastle United
Anthony Elanga gjorde mål direkt i sin debut för Newcastle i en träningsmatch mot Arsenal på Nationalstadion i Singapore, den 27 juli 2025.

## Landslagskarriär
Anthony Elanga har spelat på flera ungdomsnivåer för Sverige så som U17, U19 och senast U21 som han debuterade för under 2021 och gjorde två mål i sin debut.
Anthony Elanga kunde välja att spela för tre landslag, Kamerun, Sverige och England men valde till sist Sverige och blev uttagen av landslagets förbundskapten, Janne Andersson, den 16 mars 2022. Han sade i flera intervjuer att det var en dröm att spela för Sveriges landslag. I Nations League-matchen mot Norge den 5 juni 2022 gjorde Elanga sitt första mål för Sveriges A-landslag. Hans andra mål kom i slutet av EM-kvalmatchen mot Azerbajdzjan som slutade 5-0 på Strawberry Arena den 27 mars 2023.
Elanga visade god form i Nottingham Forest men petades av förbundskapten Jon Dahl Tomasson till Sveriges Nations League-matcher i oktober och november 2024. Elanga kom tillbaka och gjorde sitt fjärde landslagsmål mot Nordirland den 25 mars 2025.